# Таммістуська сільська рада
Та́ммістуська сільська рада (ест. Tammistu külanõukogu, рос. Таммистуский сельский совет) — сільська рада в Естонській РСР, адміністративно-територіальна одиниця в складі повіту Тартумаа (1945—1950) та Тартуського району (1950—1954).

## Населені пункти
Сільській раді підпорядковувалися населені пункти:
поселення Таммісту (Tammistu asundus);
села: Ванамийза (Vanamõisa), Какуметса (Kakumetsa), Оякюла (Ojaküla), Савікоя (Savikoja), Кітсе (Kitse), Янтсу (Jantsu), Пілка (Pilka), Аравусте (Aravuste), Торді (Tordi), Саарде (Saarde), Атсувере (Atsuvere), Кюкітая (Kükitaja), Ваге (Vahe), Таммісту(Tammistu), Кяетсе (Käätse), Люйза (Lüüsa), Таабрі (Taabri), Каарлі (Kaarli), Віллісааре (Villisaare), Каресааре (Кересааре ?) (Karesaare (Keresaare ?), Луунья (Luunja).

## Історія
13 вересня 1945 року на території волості Луунья в Тартуському повіті утворена Таммістуська сільська рада з центром у поселенні Таммісту. Головою сільської ради обраний Вольдемар Гярм (Voldemar Härm), секретарем — Евальд Куузік (Evald Kuusik).
26 вересня 1950 року, після скасування в Естонській РСР повітового та волосного поділу, сільська рада ввійшла до складу новоутвореного Тартуського сільського району.
17 червня 1954 року в процесі укрупнення сільських рад Естонської РСР Таммістуська сільська рада ліквідована. Північна частина сільради разом з поселенням Таммісту відійшла до Тартуської сільської ради, а південна — склала східну частину новоутвореної Лууньяської сільради.